# 代利詹
代利詹是伊朗的城市，位於該國中部，由中央省負責管轄，距離首府阿拉克90公里，海拔高度1,541米，該市是中央省污染最嚴重的城市之一，2006年人口31,852。